# 북아일랜드
북아일랜드(아일랜드어: Tuaisceart Éireann 스코트어: Norlin Airlann)는 아일랜드섬의 북동쪽에 위치한 영국의 일부로서, 국가, 지방 또는 지역으로 다양하게 묘사된다. 북아일랜드는 남쪽과 서쪽으로 아일랜드 공화국과 개방된 국경을 공유한다. 2021년 기준 인구는 1,903,100명으로 영국 인구의 약 3%, 아일랜드 인구의 27%를 차지한다. 1998년 북아일랜드법에 의해 설립된 북아일랜드 의회가 다양한 위임된 정책 사항에 대한 책임을 지고 있으며, 그 외의 분야는 영국 정부에 유보되어 있다. 북아일랜드 정부는 벨파스트 협정에 따라 여러 영역에서 아일랜드 정부와 협력한다. 아일랜드 공화국은 영국-아일랜드 정부 회의(BIIG)를 통해 위임되지 않은 정부 문제에 대한 협의 역할도 가지고 있다.
북아일랜드는 1920년 아일랜드 정부법에 의해 아일랜드가 분할되었을 때인 1921년에 만들어졌고, 6개의 북동쪽 주들에 대해 위임된 정부를 만들었다. 웨스트민스터의 조합원들과 그들의 지지자들에 의해 의도되었듯이, 북아일랜드에는 영국에 남기를 원했던 조합원 대다수가 있었다; 그들은 일반적으로 영국으로부터 온 식민지 주민들의 개신교 후손들이었다. 한편, 1922년에 아일랜드 자유국이 된, 남아일랜드의 대다수와 북아일랜드의 주요 소수는 통합된 아일랜드 독립을 원했던 아일랜드 국민주의자(일반적으로 가톨릭 신자)였다. 오늘날 전자는 일반적으로 스스로를 영국인이라고 생각하고 후자는 일반적으로 스스로를 아일랜드인이라고 생각하는 반면, 북아일랜드나 얼스터 정체성은 모든 배경에서 상당한 소수에 의해 주장된다.
북아일랜드의 건설은 분열을 옹호하거나 반대하는 폭력을 동반했다. 1920년~1922년의 갈등 동안, 수도 벨파스트는 주로 개신교 연합주의자와 가톨릭 민족주의자 민간인들 사이의 주요한 공동 폭력을 목격했다. 500명 이상이 사망했고, 10,000명 이상이 난민이 되었는데, 대부분이 가톨릭 신자였다. 다음 50년 동안 북아일랜드는 끊기지 않는 일련의 연합당 정부를 가졌다. 양쪽 공동체에 의한 비공식적인 상호 분리가 있었고, 연합당 정부는 아일랜드 국민주의자와 가톨릭 소수자에 대한 차별로 비난을 받았다. 1960년대 후반, 가톨릭 신자와 민족주의자에 대한 차별을 끝내기 위한 캠페인은 공화주의 전선으로 간주한 충성파에 의해 반대되었다. 이 불안은 공화주의 및 충성파 준군사조직과 국가군이 관련된 30년 분쟁인 트러블(Troubles)을 촉발시켰는데, 이 분쟁은 3,500명 이상의 목숨을 앗아가고 50,000명 이상의 사람들에게 부상을 입혔다. 비록 종파주의와 분리가 여전히 주요한 사회적 문제로 남아있고 산발적인 폭력이 계속되고 있지만, 1998년의 좋은 금요일 협정은 준군사 구축과 안보 정상화를 포함한 평화 과정의 중요한 단계였다.
북아일랜드의 경제는 분할 당시 아일랜드에서 가장 산업화되었지만, 곧 쇠퇴하기 시작했으며, 이는 문제의 정치적, 사회적 혼란으로 악화되었다. 아일랜드의 경제는 1990년대 후반부터 크게 성장했다. 초기 성장은 "평화 배당금"과 아일랜드와의 무역 증가에서 비롯되었으며, 전 세계로부터 관광, 투자 및 비즈니스가 크게 증가했다. 북아일랜드의 실업률은 1986년 17.2%로 정점을 찍었지만, 2010년대에 영국의 나머지 지역의 실업률과 비슷한 10% 이하로 다시 하락했다.
북아일랜드와 아일랜드 일부, 영국 일부 사이의 문화적 연결은 복잡하며, 북아일랜드는 아일랜드의 문화와 영국의 문화를 공유한다. 많은 스포츠에서 아일랜드 전체를 통치하는 기관과 팀이 있다. 가장 주목할 만한 예외는 축구 협회이다. 북아일랜드는 코먼웰스 게임에서 따로 경쟁하고, 북아일랜드 사람들은 올림픽 게임에서 영국이나 아일랜드를 위해 경쟁할 수 있다.

## 기후
연중 바람이 많이 불고 대체로 흐리고 비가 많이 온다. 특히 가을 겨울철에는 맑은 날을 찾아보기 힘들 정도로 자주 비가 오며 추운 겨울에는 우박성 눈이 내리기도 한다. 여름철에도 온도가 20도 이상 올라가지 않는 대체로 싸늘한 날씨를 보인다.
영국 북서쪽에 위치하며, 추운 북쪽 지방이라서 곡식들이 거의 잘 나지 않는다.
위도상 북부에 위치하고 있기 때문에 여름철과 겨울철의 밤낮 길이가 많은 차이를 보이며 한여름에는 해뜨는 시간이 새벽 3시에 불과하고 한겨울에는 오후 3시면 해가 진다.

## 역사
얼스터 인구의 대부분이 개신교 신자라는 점을 감안한 영국의 1920년 아일랜드 정부법으로 1920년에 아일랜드가 독립할 때에 영국에 잔류하게 되었다. 그러나 IRA가 무장 투쟁을 계속 전개함에 따라 엄청난 사상자가 발생했다. 1972년까지는 북아일랜드 자치 정부가 있었으나 IRA와 영국 정부군의 무력 충돌로 해산되었고, 이후 북아일랜드는 엄청난 혼란의 소용돌이에 빠져들었다. 1980년대 후반에 들어서서 무장 투쟁은 소강 상태에 이르렀지만 국지적 충돌이 지속되었다. 포 그린 필즈와 더 윈즈 아 싱잉 프리덤은 이와 관련된 노래이다. 그러나 1999년에 국민 투표가 실시되었으며 투표 결과에 따라 북아일랜드 자치 정부가 다시 생겨났다. 그러나 아직도 국기는 유니언 잭을 그대로 사용한다. 2005년 IRA가 무장 투쟁 중단을 선언하면서, 현재는 무력 충돌이 중단된 상태이다.

### 에큐메니컬 운동

#### 배경
북아일랜드의 종교갈등은 18세기 스코틀랜드 장로교인들이 17세기 올리버 크롬웰의 아일랜드 침공으로 영국의 식민지가 된 아일랜드에 이주하면서 시작되었다. 현재 북아일랜드의 얼스터에 이주 온 장로교인들은 가톨릭 신자들을 밀어내고, 인구의 대부분을 차지했으며, 이들의 후손들은 지금도 정치, 사회, 문화 모든 영역에서 기득권을 갖고 있다. 따라서 아일랜드 사람들은 수백 년이나 영국에서 온 개신교인들에게 차별과 억압을 받았고, 이들의 불만은 부활절 봉기(1916년), 아일랜드 공화국군 결성 등의 무장투쟁으로 폭발했다. 아일랜드 사람들이 가톨릭을 신봉함으로써 아일랜드 민족의 정체성을 확립하고자 한 것도 개신교 교인들의 아일랜드 지배에 기인한다.

#### 정계의 화해노력
하지만 북아일랜드의 종교분쟁은 정계와 교회의 평화운동으로 극복되고 있다. 1999년 주민투표로 1972년에 해산되었던 북아일랜드 자치 정부가 부활함에 따라 무장투쟁은 거의 사라졌다. 아일랜드 공화국군(IRA)은 무장해제위원회(Decommissioning Commission)에 의해 2005년 10월 무장투쟁을 포기했음을 확인받았으며, 민주연합당(DUP)을 제외한 정당들도 이를 인정했다. 단, 민주연합당에서는 증거가 없다며 무장투쟁포기사실을 인정하지 않았는데, 이는 민주연합당이 아일랜드 공화국군(IRA)를 통해서 존재할 수 있기 때문이다. 그 실례로 북아일랜드의 수도 벨파스트에서 발행하는 일간지에선 IRA 지도자 오닐이 무장투쟁을 포기하자, 민주연합당 지도자 이언 페이즐리(Ian Paisley)가 "가지 마! 난 네가 필요해!"라고 말하는 내용의 풍자 만화를 실었다. 이언 페이즐리는 로마 가톨릭에 적대적인 연합주의자(Unionist) 목사이며 정치인으로서, 더 클랜시 브라더스의 북아일랜드 공연 때 멤버들에게 비판을 가한 바 있다.

#### 아일랜드 교회의 화해노력
2001년 개신교 신자들이 가톨릭 여학교(성 십자가 가톨릭 여학교) 학생들의 등교를 방해한 사건은 폭력투쟁으로 번졌는데, 이 사건은 북아일랜드 사회의 종교갈등이 얼마나 뿌리 깊은지 말해준다. 따라서 아일랜드 교회에선 에큐메니컬 운동을 통해 같은 기독교인들끼리 분쟁하는 문제를 극복하고자 노력하고 있는데, 그 실례로 북아일랜드 교회에선 장로교와 가톨릭이 서로 강단교류 즉, 타 교파 지도자들이 상대방 교회에 가서 그 교회의 전례(典禮: Liturgy)에 따라 예배를 집전하고, 설교하는 일을 할 정도로 서로에게 마음을 열고 있다. 또한 아일랜드 기독교인들은 아일랜드 종교분쟁의 원인을 종파주의 즉, 타 종파를 그리스도를 믿는 믿음 안에서 하나가 된 형제교회로 존중하지 않는 독선과 편협성 때문으로 보고, 이를 극복하려고 한다. 하지만 2004년 장로교회 총회장 켄 뉴웰 목사가 가톨릭 대주교를 초대하려고 하자, 이언 페이즐리와 같은 장로교내 복음주의자를 자처하는, 가톨릭에 적대적인 세력이 이를 강하게 반대했다. 따라서 북아일랜드교회의 에큐메니컬 운동가들은 복음주의자들에게 복음주의가 정말 성서의 권위를 강조하는 믿음이라면, 형제교회를 배척하는 종교적 독선을 버려야 한다는 충고를 하고 있다.

#### 최근 상황
2009년 북아일랜드는 IRA 강경파로 의심되는 괴한이 영국군에게 총을 난사하면서 사상자가 생겨났다. 그리고 아일랜드와 통합을 주장하는 RIRA는 북아일랜드에 있는 영국군 기지 공격은 자신들의 소행이라고 주장했다. 북아일랜드에서는 평화노선에 반대하는 무장세력들이 새로운 IRA을 조직했다.

## 사람과 언어
영어와 게일어를 사용하나 영어를 거의 대부분 사용한다. 아일랜드 침략을 위해 이주해온 잉글랜드 사람과 스코틀랜드 사람들로 이들은 거의 대부분 아일랜드 성공회나 장로교 신도들이다. 이전 인구조사에서는 영국계 사람들이 가톨릭교도인 아일랜드인들보다 조금 더 많았으나 2021년 인구 조사에 따르면 현재는 가톨릭교도인 아일랜드인들이 제일 많이 거주하는 것으로 조사 됐다.

## 국기, 국장, 국가
1972년 북아일랜드 정부와 북아일랜드 의회가 폐지된 이후부터 북아일랜드는 공식적인 국기를 갖고 있지 않다. 연합주의 진영은 영국의 국기 또는 얼스터 배너를 사용하지만 민족주의 진영은 아일랜드의 국기를 사용한다.
코먼웰스 게임에 참가하는 북아일랜드 선수단은 북아일랜드의 민요인 《런던데리의 노래》를 국가로 사용하며 북아일랜드 축구 국가대표팀은 영국의 국가인 《하느님, 국왕(여왕) 폐하를 지켜 주소서》를 국가로 사용한다.

얼스터 배너
1924년부터 1972년까지 사용된 북아일랜드 정부의 문장

## 독립 문제
아일랜드섬의 영국 영토인 북아일랜드 지역은 2012년 한때 2016년 아일랜드로 편입하기 위한 투표를 하겠다는 주장이 제기되었으나, 현재는 관련된 움직임은 이후 나타나지 않고 있다. 관련 여론조사 결과는 아일랜드와의 통합에 부정적인데, 예를 들면 2013년 Northern Ireland Life and Times가 실시한 연례 여론조사에서는 장기적으로 아일랜드와 통합하는 것에 15%가 찬성했으나, 영국에 잔류하는 것에 66%가 찬성했다.

## 같이 보기
- 얼스터 관련 주제 목록
- 북아일랜드의 개요
- 영국의 개요

## 참고 문헌
- Jonathan Bardon, A History of Ulster (Blackstaff Press, Belfast, 1992), ISBN 0-85640-476-4
- Brian E. Barton, The Government of Northern Ireland, 1920–1923 (Athol Books, 1980)
- Paul Bew, Peter Gibbon and Henry Patterson  The State in Northern Ireland, 1921–72: Political Forces and Social Classes, Manchester (Manchester University Press, 1979)
- Tony Geraghty (2000). 《The Irish War》. Johns Hopkins University Press. ISBN 978-0-8018-7117-7.
- Robert Kee, The Green Flag: A History of Irish Nationalism (Penguin, 1972–2000), ISBN 0-14-029165-2
- Osborne Morton, Marine Algae of Northern Ireland (Ulster Museum, Belfast, 1994), ISBN 0-900761-28-8
- Henry Patterson, Ireland Since 1939: The Persistence of Conflict (Penguin, 2006), ISBN 978-1-84488-104-8
- P. Hackney (ed.) Stewart's and Corry's Flora of the North-east of Ireland 3rd edn. (Institute of Irish Studies, Queen's University of Belfast, 1992), ISBN 0-85389-446-9(HB)